# Радзимовська Валентина Василівна
Валенти́на Васи́лівна Радзимо́вська (13 (1) жовтня 1886, хутір Тарнавщина, село Матяшівка, Лубенський повіт, Полтавська губернія, Російська імперія — 22 грудня 1953, Шампейн, Іллінойс, США) — українська дослідниця біології та медицини, лікарка, засновниця української школи фізіологів та біохіміків, громадсько-політична діячка, професорка Київського інституту народної освіти, Мелітопольського педагогічного інституту, Університету УНРРА та Українського технічно-господарського інституту в Мюнхені.
Навчалася на природничих жіночих курсах у Петербурзі, закінчила медичне відділення Київських вищих жіночих курсів. Член Київського товариства «Просвіта» (1909), ради Українського жіночого союзу (1917). Працювала в Київському медичному інституті. 1924 року захистила докторську дисертацію з фізіології та біохімії. 1929 року заарештована у справі Спілки визволення України, пізніше звільнена. З 1930 року керувала відділом у Туберкульозному інституті та очолювала Науково-дослідну кафедру педології. Досліджувала проблеми біохімії ізольованих клітин, кислотно-лужного балансу за туберкульозу та інших патологій, дитячу фізіологію. За німецької окупації 1941—1944 років працювала в навчальних і медичних установах Києва та Львова. Емігрувала до Братислави, потім до Мюнхена, де викладала в університетах. 1950 року виїхала до США. Померла 1953 року.
Мати вченого у галузі інженерної механіки Євгена Радзимовського, донька Василя та Любові Яновських.

## Біографія

### Дитинство й навчання
Валентина Яновська народилась 13 жовтня (1 жовтня за юліанським календарем) 1886 року на хуторі Тарнавщина села Матяшівка Лубенського повіту на Полтавщині, дочка громадського діяча українського шляхетного походження Василя Яновського і письменниці Любові Яновської. Мала двох старших братів — Василя та Юрія. Валентина здобула початкову освіту в домашній школі, створеній її матір'ю для неї, братів та селянських дітей. Потім навчалася в Лубенській жіночій Олександрівській гімназії, яку 1902 року закінчила з відзнакою. Ще один рік навчалася в Першій київській приватній жіночій гімназії. 1903 року Радзимовська вступила до Жіночих курсів природничих наук М. О. Лохвицької-Скалон у Петербурзі. Там вона входила до української громади, познайомилася та спілкувалася з Дмитром Дорошенком, Левком Мацієвичем, Павлом Кратом, Дмитром Донцовим та іншими. На початку 1905 року Яновська повернулася до Києва через відрахування з курсів.
1905 року Валентина Яновська одружилася з викладачем історії Іваном Радзимовським, братом своєї подруги Єлизавети. Восени в них народилися близнята Євген та Ольга. 1906 року Валентина поступила на природниче відділення Київських вищих жіночих курсів, а з відкриттям при них медичного відділення 1907 року перевелася на нього. 1912 року вона завершила курси, а наступного, 1913 року — склала іспити та здобула ступінь лікаря з відзнакою. Повідомлення низки авторів про навчання Радзимовської в Петербурзькому чи Київському університетах не підтвердилися, як встановила дослідниця Алла Довжик.

### Громадсько-політична діяльність
Ще під час навчання в Лубнах Валентина Яновська належала до Лубенського гімназіального гуртка Революційної української партії. У Києві вступила до Української соціал-демократичної групи. У Петербурзі входила до Української студентської громади, брала участь в «Товаристві писемності», виступала з публічними доповідями про Україну.
З 1909 року ввійшла до Київського товариства «Просвіта» імені Тараса Шевченка. 1915 року після початку Першої світової війни працювала в військовому шпиталі.
З початком Української революції Валентина Радзимовська активно включилася в політичне життя. У травні 1917 року обрана до складу ради Українського жіночого союзу, а в липні того ж року балотувалася на виборах до Київської міської думи за списком блоку УСДРП та УПСР, проте мала непрохідний номер. У вересні Радзимовська брала участь у першому Всеукраїнському педагогічному з'їзді. Також у вересні обрана заступницею голови Київської міської української ради, а 27 березня 1918 року — головою цієї ради. Гетьманський переворот Радзимовська сприйняла негативно, а після нього майже відійшла від політичної діяльності.

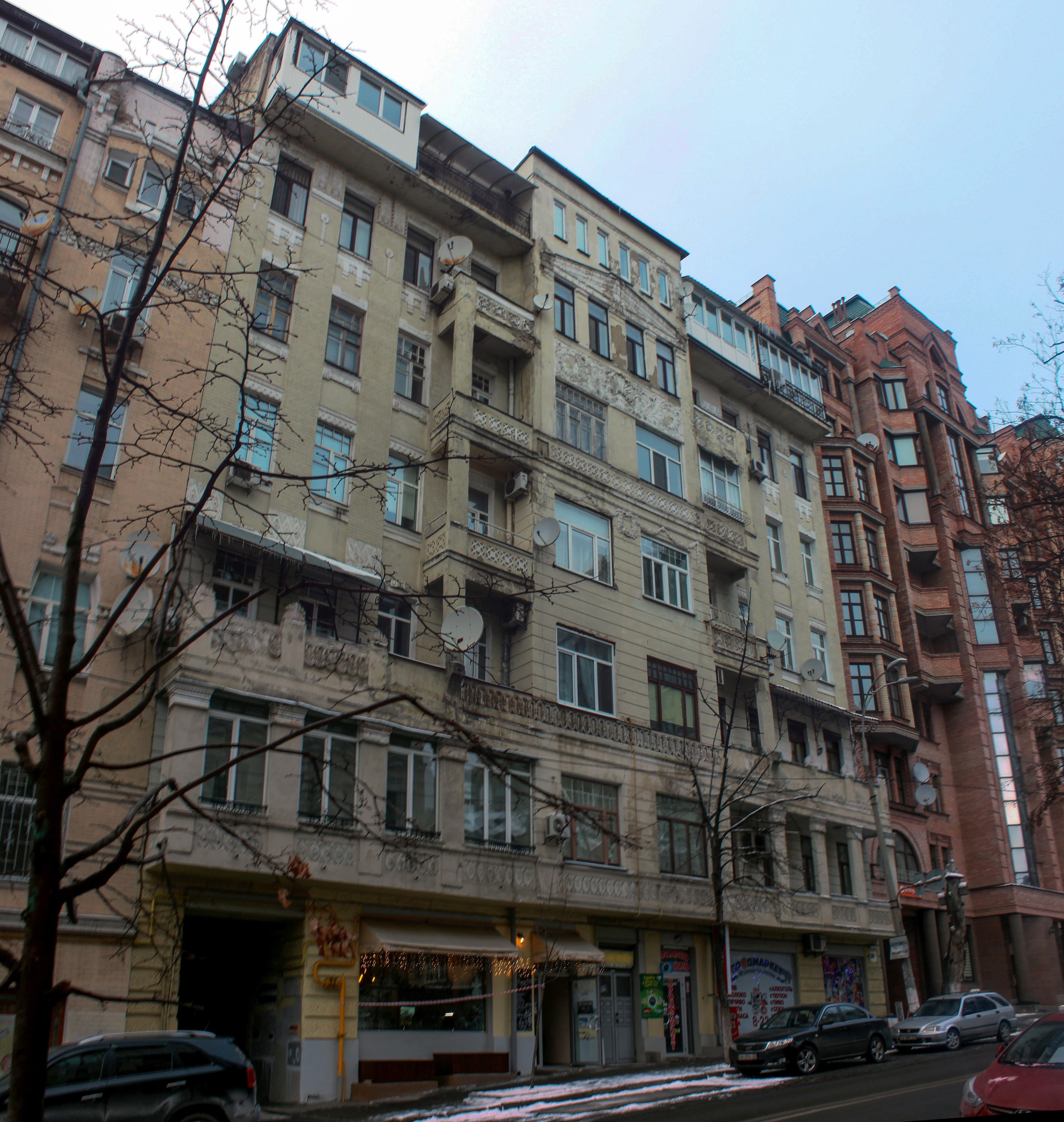
Будинок на вулиці Олеся Гончара в Києві, де проживала Валентина Радзимовська

Протягом усього періоду між 1906 і 1920 роками в квартирах Радзимовських збиралися українські громадсько-політичні діячі, серед яких були Симон Петлюра, Валентин Садовський, Дмитро Донцов, Володимир Шемет, Олександр Яницький та інші. У ніч з 5 на 6 січня 1919 року в кабінеті Радзимовської зібралися Євген Коновалець, Володимир Шемет, Микола Міхновський та Дмитро Донцов, які обговорювали можливий переворот проти Директорії з метою встановлення диктатури для відсічі більшовиків. У Києві з 1916 року Радзимовська мешкала в будинку № 30-а на вулиці Олеся Гончара.

### Наукова кар'єра
З 1915 року Радзимовська працювала асистенткою фізіологічної хімії на Вищих жіночих медичних курсах, а з 1916 року старшою асистенткою кафедри фізіологічної хімії в Київському університеті під керівництвом професора Олексія Садовеня. У 1916—1920 роках також працювала викладачкою фізіології Фребелівського педагогічного інституту. 1915 року також розпочала приватну практику як лікарка, одна з 60 в тогочасному Києві жінок-медиків.
З 1920 року Радзимовська викладала фізіологію на факультетах професійної освіти та соціального виховання Вищого інституту народної освіти (надалі Київський інститут народної освіти, КІНО) та працювала асистентом кафедри медичної хімії Київського медичного інституту. Окрім викладання (8 годин лекцій та 24 години практичних занять) і наукової роботи вона виконувала обов'язки секретаря об'єднаної президії, а також секретаря деканату дошкільного факультету. 1920 року колега Радзимовської з Фребелівського інституту Степан Ананьїн заснував у Києві Педологічний інститут. Він одразу же запросив її працювати в ньому, а при перетворенні його на Київську науково-дослідну кафедру педології в листопаді 1921 року Радзимовська стала її секретарем та головою секції фізіології та гігієни дитинства. 1923 року цю науково-дослідну кафедру було офіційно визнано кафедрою Головнауки Наркомпросу УСРР при Вищому інституті народної освіти, а пізніше Валентина Радзимовська стала її головою. З 1923 року вона була вже проректором кафедри фізіологічної хімії в медичному інституті, а також читала курси лекцій з фізіології та анатомо-фізіологічних основ дитинства в інституті народної освіти.
У 1921—1925 роках Радзимовська співпрацювала з професором кафедри загальної патології Київського медичного інституту й завідувачем відділу в Київському санітарно-бактеріологічному інституті Олексієм Кронтовським. Професор Кронтовський запропонував Радзимовській тему для докторської дисертації: дослідити як концентрація іонів водню в середовищі впливає на стан клітин і тканин. 1924 року при Комісії наукових ступенів Головнауки Радзимовська захистила дисертацію на ступінь доктора фізіологічних наук. Рецензентами дисертації були професор Василь Чаговець, академік ВУАН Олександр Фомін та професор Феофіл Яновський. Усі вони підтримали дисертацію, частина результатів якої була опублікована в англійському часописі «The Journal of Physiology» та німецькому «Biochemische Zeitschrift». Як наслідок нового ступеню, Радзимовська здобула посаду професора фізіології в Київському інституті народної освіти, а також очолила фізіологічну лабораторію.
З 24 жовтня 1926 року до весни 1927 року Радзимовська перебувала на стажуванні в Німеччині згідно з наданим відрядженням від Головнауки. Вона була членом Бюро секції наукових співробітників профспілки робітників освіти і регулярно залучалася до різних комісій. Особливо важким завданням була організація святкування 10-річчя «жовтневої революції» науково-дослідними установами Києва у 1927 році та видання бюлетеню на честь цієї дати — Радзимовську призначили головою організаційної комісії, у якій вона працювала впродовж двох місяців (разом з нею в комісії працював Ростислав Заклинський, пізніше теж репресований). 16 березня 1927 року подала заяву до керівництва Київського медичного інституту про звільнення з посади молодшого асистента кафедри фізіологічної хімії. У 1928—1929 роках вона підготувала два нові курси для студентів КІНО.

### Арешт та період після звільнення
14 вересня 1929 року Валентину Радзимовську заарештували вдома за сфабрикованим звинуваченням «в участі в українській підпільній контрреволюційній організації — Спілці визволення України». Проти неї були зібрані свідчення інших заарештованих у справі Спілки визволення України, зокрема Миколи Павлушкова, Володимира Дурдуківського, Володимира Підгаєцького, Василя Дем'янчука, Аркадія Барбара, Миколи Кудрицького, Сергія Єфремова. У доносах від співкамерниць повідомлялося, що Радзимовська поводилася впевнено, давала поради іншим заарештованим як себе поводити на допитах. 9 березня 1930 року[уточнити] в Харкові почався судовий процес, а 29 березня Радзимовську несподівано звільнили, можливо, за участі її знайомого педагога Івана Соколянського, одного з трьох членів спеціальної колегії Верховного Суду УСРР на процесі.
Після звільнення Радзимовська продовжувала працювати в Київському інституті народної освіти, аж до його розділення на Інститут професійної освіти, Фізико-хіміко-математичний інститут та Інститут соціального виховання, а потім продовжувала викладати в останньому до 1932 року. Після арешту Радзимовської Науково-дослідну кафедру педології очолив Йосип Селіханович, а вже впродовж 1930 року кафедру було ліквідовано як і інші аналогічні кафедри Головнауки.
З кінця 1930 чи початку 1931 року Радзимовська працювала завідувачкою експериментального відділу Київського туберкульозного інституту, яким керували директор Юрій Богменко та його заступник Ной Морозовський. Подавала свою кандидатуру на конкурс завідувача кафедри фізіології в Київському медичному інституті, але не була допущена з політичних мотивів.
У 1937—1938 роках у особистому житті Радзимовської відбулося дві трагічні події. 25 листопада 1937 року заарештували її старшого брата Василя Яновського, який працював у Лубнах інженером на заводі. 29 січня 1938 року його засудили рішенням Особливої наради при НКВС СРСР, а 25 березня розстріляли. Близько 1937 року цивільний чоловік Валентини Костянтин Зайкевич уже деякий час почав страждати на м'язову слабкість. В останній період життя від дуже швидко втрачав рухливість, а невдовзі помер.
У 1939 році Радзимовська здобула посаду професора фізіології за сумісництвом у Мелітопольському державному педагогічному інституті. Навесні 1940 року працівники НКВС підіймали її архівно-слідчу справу 1929—1930 року, проте не заарештували її.

### Друга світова війна та еміграція
Наприкінці літа 1941 року Валентина Радзимовська з дітьми та невісткою перебувала в Харкові. 24—25 жовтня німці зайняли місто. У листопаді чи в грудні на вантажівках, потягах та пішки разом з родиною Бориса Балінського Радзимовська дісталася Києва. У січні-березні 1942 року Валентина Радзимовська працювала в Комісії українських громадських і культурних діячів при відділі суспільної опіки Київської міської управи як представниця Київського університету. При цьому вона сама потребувала допомоги від цієї комісії. На велосипеді об'їжджала околиці Києва, надаючи лікарську допомогу в обмін на харчі для родини.
При відступі німців з Києва, Радзимовська переїхала до Львова, де короткий час працювала на медичних курсах, створених на місці Львівського університету, притому встигла організувати фізіологічну лабораторію. Зі Львова дісталася Братислави, де вимушена була заробляти гроші медичною практикою. Звідти переїхала до Мюнхена, де після війни викладала фізіологію. Обрана професоркою та керівницею катедри фізіології Університету ООН у Мюнхені, пізніше — ветеринарного факультету Українського технічно-господарського інституту. 1948 року був створений окремий фармацевтичний факультет УТГІ, а Радзимовська стала заступницею його декана Євгена Вертипороха.
1950 року переїхала до США, де мешкала в родині сина Євгена, а час від часу — в доньки Ольги в Нью-Йорку. Померла 22 грудня 1953 року в Шампейні (штат Іллінойс, США), похована на місцевому кладовищі.

## Наукова діяльність
Серед науковців, що з ними співпрацювала Радзимовська, були професор Олексій Кронтовський, його дружина Марія Яцимірська, Веніамін Бедер, Віра Михайлівна Слонімська, а також учні відомого терапевта Феофіла Яновського Вадим Іванов, Анатолій Зюков та Іван Базилевич. У Німеччині вона працювала в лабораторіях Альберта Фішера, Еміля Абдергальдена, Шаде.
Іван Розгін розділяв наукову кар'єру Валентини Радзимовської на чотири етапи: до захисту дисертації (1913—1924), професорська посада до арешту (1924—1929), праця в наукових інститутах після арешту (1930—1941) та останній період під час війни та еміграції (1942—1950).

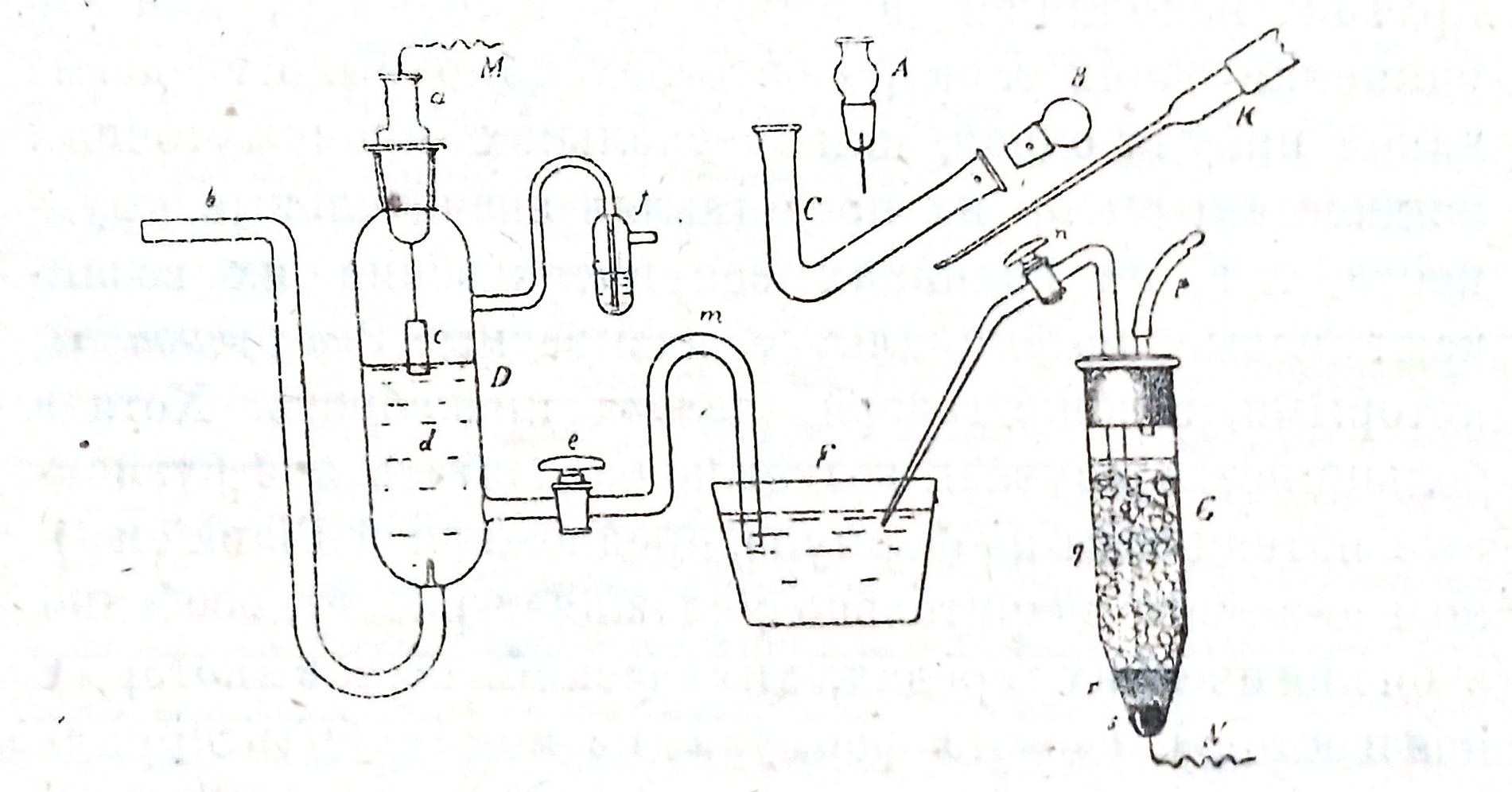
Установка для вимірювання pH, що її використовувала Радзимовська

Дисертаційне дослідження Радзимовська проводила в Бактеріологічному інституті, вивчаючи вплив кислот і лугів на життєдіяльність клітин поза організмом. Щоб клітини виживали поза організмом, потрібно було підтримувати дуже тонкий баланс у складі штучних рідких середовищ — контролювати концентрації поживних речовин, іонів, газів, захищати їх від бактерій та грибків, прибирати відходи життєдіяльності. У тексті дисертації Радзимовська згадує, що вона поставила понад 50 серій дослідів, загалом понад 1200 чашок з культивованими клітинами кролика. Чашок Габричевського в лабораторії було недостатньо, тому Радзимовська робила їх самостійно, з донець звичайних пляшок, шліфуючи вручну їхні краї. Першою науковою публікацією Радзимовської була стаття в харківському журналі «Врачебное дело» під назвою «О значении реакции среды для тканевых клеток, культивируемых вне организма» (1922). У червні 1923 року вона доповідала частину результатів своїх досліджень на Всесоюзному з'їзді дитячих лікарів у Ленінграді, де її дослідження кислотності тканин молодого кролика отримали високу оцінку казанського професора-педіатра Юхима Лепського. Також відомі її виступи в Медичній секції Української академії наук, присвячені впливу pH на життєдіяльність живих тканин та гемолітичній дії сапоніну. У період 1920—1923 років виконала низку праць з фізіології дитинства, серед яких найґрунтовнішою є монографія «Діти часів революції. Фізичний розвиток дітей України» 1923 року. 1924 року Валентина Радзимовська захистила дисертацію, випущену окремою монографією.

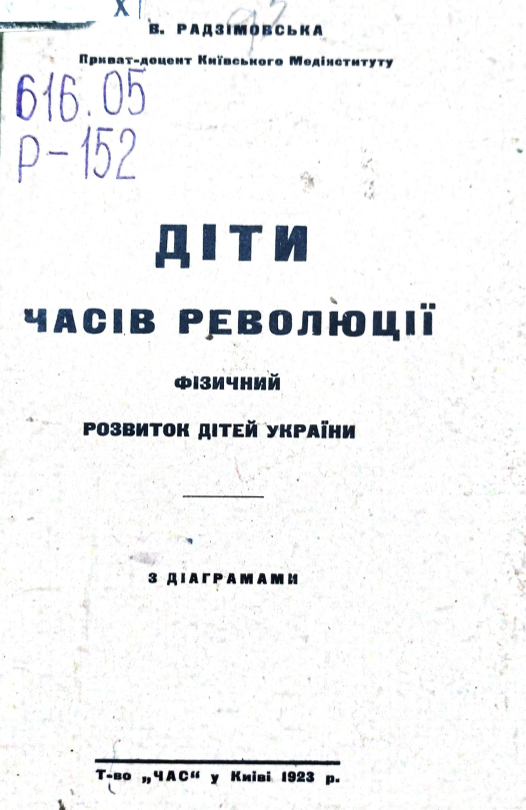
Обкладинка монографії «Діти часів революції. Фізичний розвиток дітей України» (1923)

Другий період був пов'язаний з продовженням тем впливу кислотності та фізіології дитинства, проте сконцентрований більше на патофізіологічних питаннях. За цей період Радзимовська опублікувала близько 35 праць. 1926 року вона організувала дослідження з фізіології праці в майстернях юнаків, учнів фабрично-заводської школи при Заводі імені Петровського. Після захисту дисертації вона розпочала свої тривалі роботи щодо туберкульозу зі співпраці з Феофілом Яновським та його клінікою. Перша ж наукова праця про механізми залужнення крові та періодичну активність шлунку «Die Alkalireserven des Blutes und die Periodische Tätigkeit des Verdaungsapparat» вийшла в німецькому журналі 1927 року. Під час відрядження до Німеччини 1926—1927 років Радзимовська навчилася нових методів досліджень у галузях фізіології, біохімії, патофізіології. У 1928—1929 роках зробила дві доповіді в Київському товаристві патологів: «Блокада ретикулярно-ендотеліальної системи при анафілаксії» та «Вплив на дихання живої тканини змін pH середовища». 1929 року в Києві було організовано філію Всеукраїнського товариства фізіологів, головою якого в Харкові був Олександр Палладін. Головою цієї філії став Василь Чаговець, а його заступниками — Валентина Радзимовська й Григорій Лаврентійович Шкавера. До арешту вона встигла взяти участь лише в двох засіданнях президії товариства та в двох наукових засіданнях. Займалася облаштуванням Мікробіологічного інституту ВУАН разом з Овксентієм Корчак-Чепурківським та Данилом Заболотним.
Після звільнення з в'язниці основними темами досліджень Радзимовської стали проблеми туберкульозу, геліотерапії та втоми підлітків. Згідно з публікаціями в «Бюлетені Київського Туберкульозного інституту» Радзимовська досліджувала зміни крові хворих на туберкульоз у санаторіях в Пущі-Водиці та Сосновці, вивчала зміни обміну речовин у пацієнтів, що одужують, розглядала вплив кліматичних факторів на стан їхнього здоров'я. В Інституті ортопедії та травматології вона з колегами проводили дослідження пацієнтів клініки. Радзимовська з колегами показали, що в крові пацієнтів з туберкульозом кісток зменшується кількість фосфору. Також вони виявили, що повторювальні сеанси геліотерапії в таких пацієнтів впливають на температуру тіла. У 1936—1937 році вийшло принаймні 6 її наукових праць, присвячених патології нервової системи, більшість їх у співавторстві зі співробітниками Київського психоневрологічного інституту, зокрема одна з праць присвячена патогенезу епілепсії.
В останній період своєї наукової роботи Радзимовська підготувала до публікації низку узагальнюючих праць, але більшість з них залишилася не виданою. У Мюнхені вийшов її підручник «Фізіологія людини та свійських тварин» у двох томах. Там же під її керівництвом було захищено кілька магістерських та докторських дисертацій.
Валентина Радзимовська активно брала участь у наукових конференціях. Брала участь у I Всесоюзному з'їзді патологів у Києві 1927 року, у IV Всесоюзному з'їзді анатомів, гістологів та зоологів, що відбувся в Києві 6—12 травня 1930 року. На I Всеукраїнському туберкульозному з'їзді в Одесі 1934 року Радзимовська була в складі Комітету з'їзду, а також робила дві доповіді та виступала в одній заздалегідь підготованій дискусії. 1936 року виступала на конференції з питань алергії.
Радзимовську обрали дійсною членкинею Наукового товариства імені Шевченка й Української вільної академії наук.

### Наукова школа
Упродовж своєї тривалої праці в київських наукових та освітніх установах Валентина Радзимовська сформувала власну наукову школу в галузі біохімії та фізіології. Софія Парфанович стверджувала, що до школи Радзимовської входили переважно жінки. Серед учнів Радзимовської на кафедрі фізіології Київського інституту народної освіти були Софія Михайлівна Плотнікова, Есфір Д. Відро, Миколенко. Учнями Радзимовської були Олена Одрина, Андрій Ємченко, Єлизавета Балінська-Радзимовська, Василь Плющ. Імовірно, до наукової школи належали Рахіль Драбкіна, Ольга Нілівна Нічкевич-Половко, Василь Іванович Дьомін.
Радзимовська на відміну від тогочасних традицій та згідно із сучасною практикою публікувала чимало наукових статей не одноосібно, а в співавторстві. Це сприяло кар'єрному зростанню її молодших співробітників. Переважно зі спільних наукових публікацій Ярослав Ганіткевич наводить як представників її школи імена М. Кострак, К. Крижановська, Кросовицька, Е. Кучерова, Д. Огородник, Райман, Ю. Г. Рузинов, І. М. Сливко, П. Таркановський, Й. І. Уманський, В. Фоломіна, В. Цвет, З. Ю. Чернишова, В. І. Чернявська, Б. Юбкевич, Н. Юр'єва.

## Вшанування пам'яті
19 вересня 2024 року Київська міська рада перейменувала вулицю Брюсова на вулицю Валентини Радзимовської.

## Наукові публікації
Авторка близько 70 праць з фізіології, біохімії, патофізіології, туберкульозу, психоневрології та педіатрії.
- Радзимовская В. О значении реакции среды для тканевых клеток, культивируемых вне организма. Врач Дело 1922, 24-25
- О характере гемолитически активных веществ. Физиол Журнал, т. 8, 1922
- Krontovski, A. A.; Radzimovska, V. V. (1922). On the influence of changes of concentration of the H• resp. OH′ ions on the life of the tissue cells of vertebrates. The Journal of Physiology. 56 (5): 275—282. doi:10.1113/jphysiol.1922.sp002010. ISSN 0022-3751.(англ.)
- Krontowski und Radsimowska, Wirkung der Reaktionsänderung des Mediums auf die Explantation. Abhandl. d. Pathol.-Tag. z. Leningrad, 1923 (russisch).
- До питання про інтравенозну ін'єкцію лугів. Доповідь в Академії наук, 1923
- Радзимовська В. Діти часів революції. Фізичний розвиток дітей України. — К.: Вид-во «Час», 1923
- Радзимовская В. В. Прения по докладу В.Г Штефко. О влиянии голодания на физическое развитие подрастающего поколения в России // Журнал по изучению раннего детского возраста. 1923. Т. II, № 1/2. С. 20
- Radzimowska, W. W.: Die Wirkung verschiedener Säuren auf die Gewebezellen warmblütiger Organismen. Biochem. Zeitschr. Bd. 142, H. 1/2, S. 36–43. 1923.
- Радзимовская В. О влиянии водородных ионов в жизни организма. Врачебное дело, 1924, № 8-9; (рос.)
- Radzimowska, W. W.; Jazimirska, M. C. (1925). Über die Bestimmung der Wasserstoffionen-Konzentration in Einzelnen Bakterienkolonien. Klinische Wochenschrift. 4 (2): 72—73. doi:10.1007/BF01748138. ISSN 0023-2173.(нім.)
- Радзимовська В. Про залежність дихання тканини від активної реакції середовища. Укр Мед Вісті 1928, № 7-8;
- Радзімовська В. В., Плотнікова С. М. Вивчення праці та втоми підлітків. Збірник праць Науково-дослідної Катедри Педології. Київ, 1930
- Радзимовская В. Молочная кислота у туберкулезных больных. Пробл Туберк 1936, № 4;
- Радзимовская В., Балинская Е. Б., Чернышева З. Ю. Изучение экспериментально вызванного алкалоза у животнных и наблюдение над алкалитическим направления обмена у человека. Физиологический журнал СССР, 1937, Т. 22, № 6, с. 863—870
- Радзимовская В. В., Воробьев Н. А. и др., Наблюдения над изменением содержания кальция, фосфора и фосфатазы в крови больных костно-суставным туберкулезом во время курса гелиотерапии. Гелиотерапия при костно-суставном туберкулезе, 100, 1939.
- Радзимовская В. В. и Ничкевич О. И., Закономерность в течении тканевой реакции у больных с костно-суставным туберкулезом при гелиотерапии. Труды Украинского института травматологии и ортопедии, 26, Киев, 1939.
- Радзимовская В. В., Видро Е. Д., Одрина С. И., Рыбинский С. В. В кн.: Аллергия, Киев, 1938, стр. 134.
- Радзимовская В. Кислород артериальной крови при легочном туберкулезе. Клин Мед 1939;
- Радзимовська В. Фізіологія людини і свійських тварин (підручник, 2 т.). Мюнхен, УТГІ, 1948-49.
- Радзимовська В. Організація в Києві філії товариства фізіологів // Бюлетень Київської секції наукових робітників. — 1929. — No 3. — С. 7–8.